# Victor-Lucien Tapié
Victor-Lucien Tapié est un historien et universitaire moderniste français né à Nantes le 24 juillet 1900 et mort à Saint-Aubin-des-Châteaux le 23 septembre 1974.

## Biographie
V-L. Tapié était spécialiste du baroque et de l'Europe centrale, plus particulièrement au XVIIe siècle . Il fut professeur à la faculté des lettres de l'université de Lille de 1936 à 1949, puis à la Sorbonne.
Il dirigea également une collection de manuels du secondaire intitulée : Nouveau cours d'histoire pour les programmes transitoires de 1944, dont  L'époque contemporaine (1848-1939) par L. Genêt et trois manuels par V.-L. Tapié lui-même : Les temps modernes (1492-1789) pour la classe de quatrième, Le dix-huitième siècle (1715-1789) pour la classe de troisième et XVIIe et XVIIIe siècles (1610-1789) pour la classe de seconde.
Il a été membre de l'Académie des sciences morales et politiques.

## Publications (sélection)
- La politique étrangère de la France et le début de la guerre de Trente Ans (1616-1621), Paris, PUF, 1934.
- Naissance du Grand Siècle : la France de Henri IV à Louis XIV (1598-1661), en collaboration avec Georges Pagès, Paris, Hachette, 1948.
- La France de Louis XIII et de Richelieu, Paris, Flammarion, 1952.
- Baroque et classicisme, Paris, Plon, 1957.

- Prix Charles Blanc 1958 de l’Académie française
- Le Baroque, Paris, PUF, coll. "Que-sais-je ?", 1961.
- Monarchies et peuples du Danube, Paris, Fayard, 1969.
- Retables baroques en Bretagne, en collaboration avec Jean-Paul Le Flem et Annick Pardailhé-Galabrun, Paris, PUF, 1972.
- L'Europe de Marie-Thérèse, Paris, Fayard, 1973.
- La guerre de Trente Ans, Paris, SEDES, 1989 [édition d'un cours de Sorbonne avec une mise à jour bibliographique et une préface de Pierre Chaunu].